# Aguacate Creek (vattendrag i Toledo)
Aguacate Creek är ett vattendrag i Belize.   Det ligger i distriktet Toledo, i den södra delen av landet, 120 kilometer söder om huvudstaden Belmopan.
I omgivningarna runt Aguacate Creek växer i huvudsak städsegrön lövskog. Runt Aguacate Creek är det mycket glesbefolkat, med 4 invånare per kvadratkilometer.